# Piario
Piario är en ort och kommun i provinsen Bergamo i regionen Lombardiet i Italien. Kommunen hade 1 065 invånare (2018).